# Astana Media Week
Astana Media Week (с англ. — «Медианеделя Астаны», также известное как AMW) — это ежегодное событие, направленное на развитие отечественной медиасферы и продвижение деловых отношений в индустрии на региональном уровне.

## История

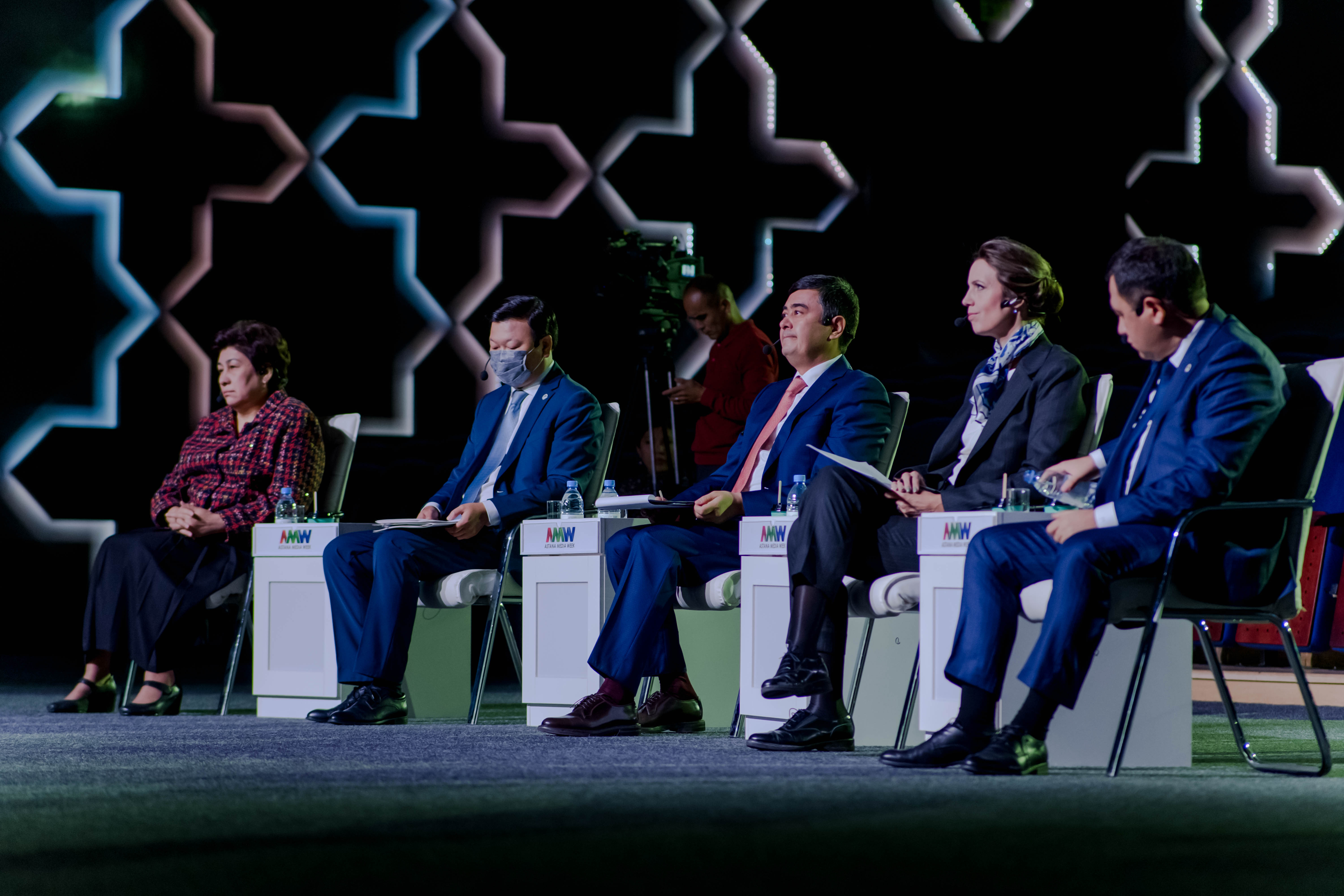
Панельная дискуссия на тему «Общество и СМИ в новом, постковидном мире» Astana Media Week 2021

### 2021 год
Astana Media Week-2021 длилась два дня, 27-28 сентября. События равно проводились, как на онлайн, так и на офлайн-площадках. Участие в мероприятии приняли менеджеры мировых СМИ, представители государственного аппарата, журналисты, документалисты и блогеры США, Австрии, Швейцарии, Украины, Великобритании, России, Казахстана, Узбекистана, Кыргызстана.

Пользователи Интернет могли подключиться к круглым столам, конференциям, панельным дискуссиям и мастер-классам, которые транслировались на официальном сайте медианедели.

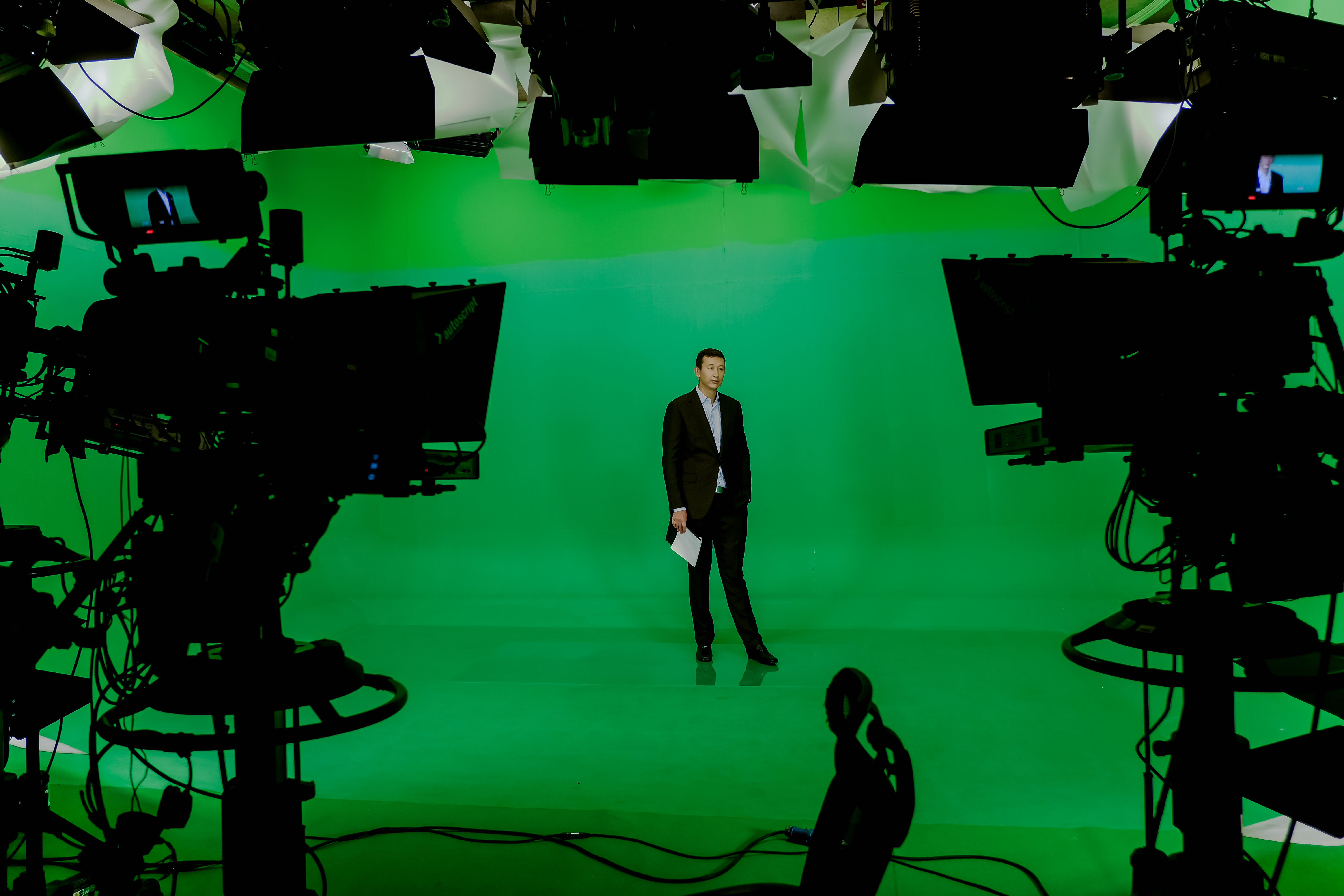
Проведение онлайн Astana Media Week 2020

Впервые в ходе «AMW» прошел Formats Day — событие, в котором презентации своих продуктов провели ведущие дистрибьюторы мира (Sony Pictures Entertainment, Fremantle, NBCUniversal, Global Agency). В рамках Astana Media Week-2021, состоялся питчинг сценариев социальных видеороликов «Біз біргеміз!». Организатором мероприятия выступило АО "Агентство «Хабар». А обсуждение сценариев будущих сериалов состоялось в ходе питчинга, устроенного АО "РТРК «Казахстан». Здесь представители отечественных продакшн-студий презентовали идеи и предложения для новых сериалов на 2022 год.
За два дня трансляции «Astana Media Week-2021» посмотрели более 10 тысяч человек. К просмотрам подключились пользователи из Казахстана, России, Украины, Азербайджана, Узбекистана, США, Турции, Беларуси, Ирландии, ОАЭ, Франции, Испании, Грузии, Чехии, Эстонии. Аудитория 25-34 взяла большинством — 49 %. В онлайн и офлайн-режиме в медианеделе приняли участие 70 спикеров из Казахстана, Швейцарии, Австрии, Кыргызстана, США, Великобритании, России. Свои мастер-классы представили 12 авторов.

### 2020 год
Четвёртая медианеделя Astana Media Week проходила с 11 по 13 ноября 2020 года. Мероприятие было организовано в онлайн-формате на официальном ресурсе astanamediaweek.kz.
Во время трансляций контента, в рамках события впервые был использован формат конференц-платформ Zoom с применением технологии визуализации трехмерной графики в реальном времени VizRT. Возможности созданной студии позволили интегрировать виртуальные LED-экраны, на которые в онлайн-режиме проецировались спикеры. Модератор, находясь в студии, имел возможность интерактивного общения. Данный формат мероприятия позволил расширить географию и выйти на международный охват.
Регистрацию на сайте прошли около 1500 участников из 16 стран мира. За три дня работы трансляции собрали более 10 000 просмотров «AMW». Статистика показывает, что самой обширной возрастной категорией стала аудитория от 18 до 34 лет — 63 % пользователей.
В онлайн-режиме была осуществлена видеосвязь с 60-ю спикерами из США, России, Норвегии, Саудовской Аравии, Австралии и других государств. В течение трех дней велись бесперебойные «телемосты», осуществлялся синхронный перевод контента на русский и казахский языки.

### 2019 год

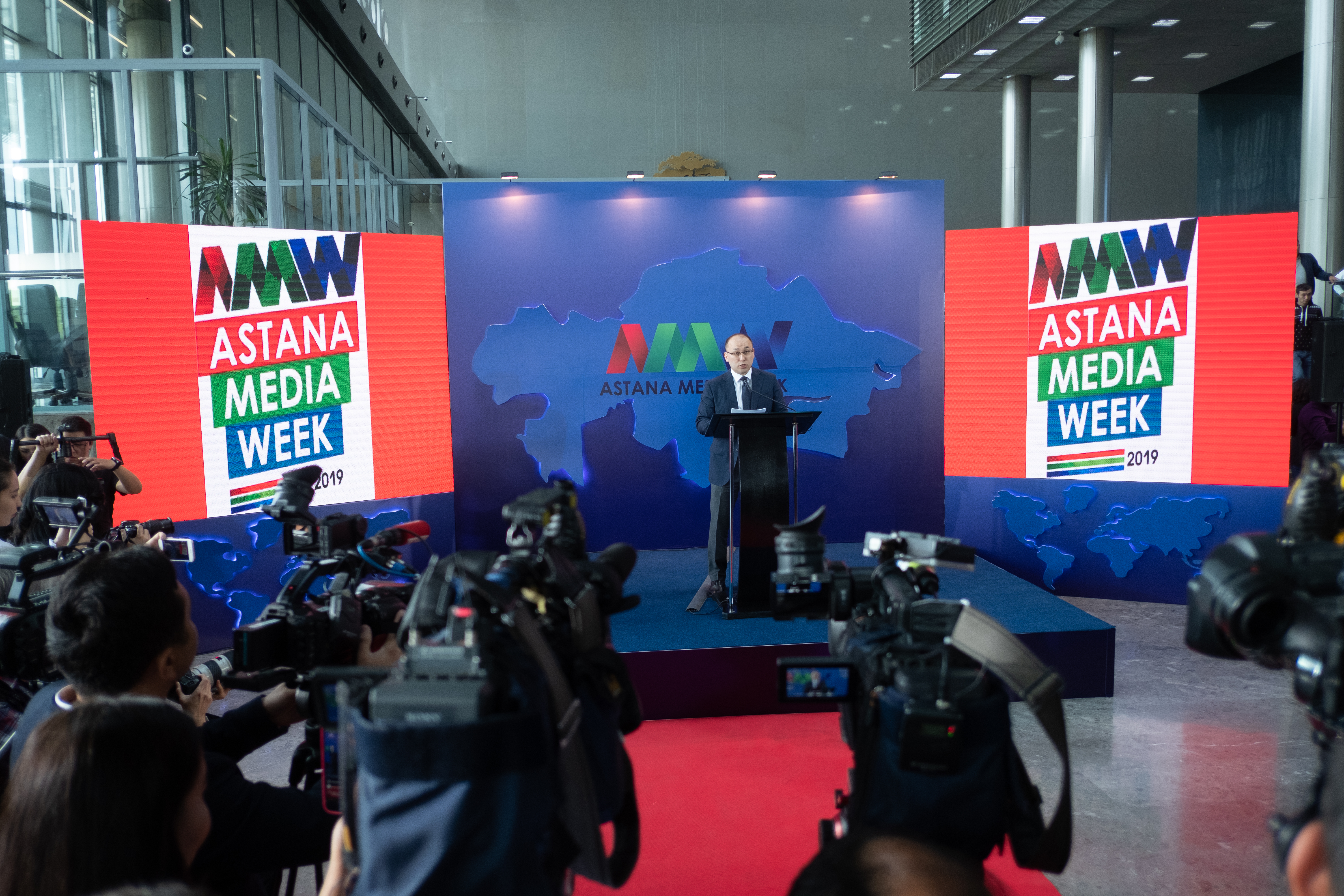
Открытие Astana Media Week 2019

Третья медианеделя Astana Media Week проходила с 11 по 13 сентября 2019 года. Были представлены более 50 продакшн-компаний и приняли участие 60 отечественных и зарубежных топ-менеджеров медиа-индустрии.
В программе мероприятия:
- контент-маркет с участием продакшн-студий и дистрибьюторов ТВ (более 20 компаний)
- панельные дискуссии (в первый день была обсуждена тема развития и производства сериальной продукции и связанных с ней вопросов по налоговым преференциям, кинопрокатных условий, контентного содержания, уровня креативности кино-продукта и его привлекательности для спонсоров).
- семинары для представителей пресс-служб и квазигосударственного сектора
- открытые воркшопы и мастер-классы для продакшн-компаний от продюсеров и программных директоров
- коммуникативная площадка «TREND ZONE: сейчас самое время» от Фонда поддержки СМИ (воркшопы и медиа-лектории с участием журналистов, пиар-консультантов, дипломатов, ученых, издателей, педагогов).
- неформальная конференция MEDIA TALKS «Максимальный репост» от Фонда поддержки СМИ
- первая рекламная конференция в Казахстане — «ADTribune — Рекламный Голос Азии»
- Форум региональных СМИ
- презентация нового телевизионного сезона АО "РТРК «Қазақстан» и АО "Агентство «Хабар»
- закрытый кинопоказ и многое другое.

### 2018 год
Вторая медианеделя Astana Media Week проходила с 26 по 28 сентября 2018 года
1. Первый день Astana Media Week был посвящен построению эффективной диалоговой площадки между заказчиками медиа-контента, крупными телевизионными и радио-компаниями, а также представителями частного рынка производства: продакшн-студиями, творческими коллективами, продюсерскими центрами, авторскими проектами в области информации, медиа-развлечения, музыки и кино.
2. В рамках второго дня Astana Media Week состоялся Форум региональных СМИ Казахстана. На мероприятии обсуждались наиболее острые вопросы развития печатного рынка национальных СМИ, трудности и возможности в период перехода на новые конвергентные формы.
3. В третий день медианедели прошел Astana Digital Forum, который был посвящен выступлениям спикеров международного уровня по широкому спектру вопросов: поиску ниш в цифровой экономике, интернет рекламе, и другим насущным вопросам. Во второй половине дня Salem Social Media совместно с вайнерами и интернет маркетологами обсудили проекты и механизмы их продвижения.

### 2017 год
4-6 октября 2017 года прошла первая в истории страны казахстанская медианеделя Astana Media Week, проводимая в целях исполнения основных приоритетов духовной модернизации Казахстана, инициированной Главой государства Н. А. Назарбаевым.
- 4 октября — Контент-маркет это большое мероприятие для заказчиков с производителями медиа-контента. В рамках контент-маркета прошли демо-выступления, панельные дискуссии с участием известных медиа-персон, серия мастер-классов от популярных спикеров.
- 5 октября — «Astana Digital Forum» был посвящен выступлениям специалистов международного уровня по широкому спектру вопросов — от инструментов цифрового маркетинга до обзора рынка криптовалют.
- 6 октября — Форум региональных СМИ Казахстана Мероприятие было посвящено обсуждению наиболее острых вопросов развития печатного рынка национальных СМИ.

Помимо казахстанских участников в работе медиа-недели приняли участие зарубежные делегации из стран Центральной Азии, России, Украины, представители дипломатического корпуса в Казахстане.